# David George Hogarth

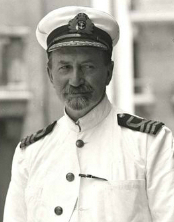
Commander Hogarth, 1918

David George Hogarth CMG, FRGS, FBA, (* 23. Mai 1862 in Barton-upon-Humber; † 6. November 1927 in Oxford) war ein britischer Archäologe und Gelehrter, der mit T. E. Lawrence und Arthur Evans verbunden war. Von 1909 bis 1927 war er Direktor des Ashmolean Museum in Oxford.
Hogarth wurde während des Ersten Weltkriegs in die Royal Naval Volunteer Reserve einberufen und diente bei der Naval Intelligence Division. 1916 war er amtierender Direktor des Arabischen Büros und später für die Übermittlung der Hogarth-Botschaft verantwortlich.

## Leben
David George Hogarth war der Sohn von Reverend George Hogarth (Vikar von Barton-upon-Humber) und Jane Elizabeth Uppleby Hogarth. Er hatte eine jüngere Schwester, Janet Elizabeth Courtney, eine Autorin und Feministin. In einem seiner autobiografischen Werke behauptete Hogarth, er sei ein Antiquar, der dafür geschaffen und nicht dazu geboren sei. Er sagte: „In meinen frühen Jahren hat mich nichts dazu gebracht, meinen Beruf auszuüben.“ Zu diesen Jahren gehörte eine weiterführende Ausbildung (1876–1880) am Winchester College.
Im Oktober 1881 immatrikulierte sich Hogarth am Magdalen College in Oxford, um Literae Humaniores zu studieren. Er erreichte erstklassige Auszeichnungen sowohl in den Mods (1882) als auch in den Greats (1885). Er schloss sein Studium 1885 mit einem Bachelor of Arts ab. Traditionsgemäß wurde sein Bachelor zum Master of Arts befördert.
1886 wurde Hogarth zum Fellow des Magdalen College in Oxford gewählt. Zwischen 1887 und 1907 reiste er zu Ausgrabungen in Zypern, Kreta, Ägypten, Syrien, Milos und Ephesos (Tempel der Artemis). Auf der Insel Kreta grub er den Palast von Zakros und die Höhle von Psychro aus. Hogarth wurde 1897 zum Direktor der British School at Athens ernannt und bekleidete diese Position bis 1900. Er war von 1909 bis zu seinem Tod im Jahr 1927 der Direktor (keeper) des Ashmolean Museum in Oxford.

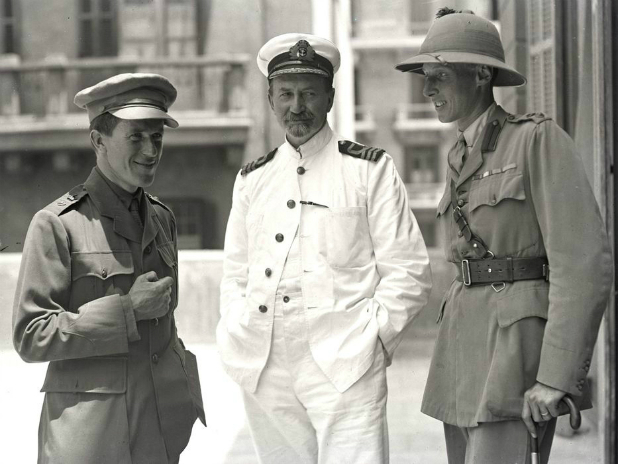
Hogarth (Mitte), mit T. E. Lawrence (links) und Oberstleutnant Guy Dawnay im Arab Bureau, Kairo, Mai 1918

1915, während des Ersten Weltkriegs, wurde Hogarth vorübergehend zum Lieutenant Commander der Royal Naval Volunteer Reserve ernannt und trat der geografischen Abteilung der Naval Intelligence Division bei. Professor Hogarth wurde für eine Zeit lang im Jahr 1916 zum amtierenden Direktor des Arabischen Büros ernannt, als Mark Sykes nach London zurückkehrte. Hogarth stand T. E. Lawrence nahe und arbeitete mit ihm an der Planung der Arabischen Revolte.
Sykes freundete sich mit Hogarth an. Hogarth hatte die indische Regierung so beschrieben, dass sie glaubte, sie habe einen moralischen Imperativ gegenüber dem britischen Raj als der besten Regierungsform. Diese Regierung könne ihrer Pflicht nicht nachkommen, diese einer Provinz Mesopotamien aufzuzwingen. Die Arabisten lehnten diesen Vorschlag vehement ab. Sykes hingegen nimmt Hogarths Forschungen als Beweis für die einzigartig andere Situation im Protektorat. Den Archäologen war klar, dass der Raj kein Verständnis für die unterschiedlichen Bedingungen hatte. Daher war es notwendig, eine spezifische „arabische Politik“ für das Gebiet zu entwickeln, das zu einer Grenze des Imperiums geworden war.
Hogarth kehrte im Juni 1919 nach Oxford und ins Ashmolean Museum zurück. Von 1925 bis 1927 war er Präsident der Royal Geographical Society.

## Persönliches Leben

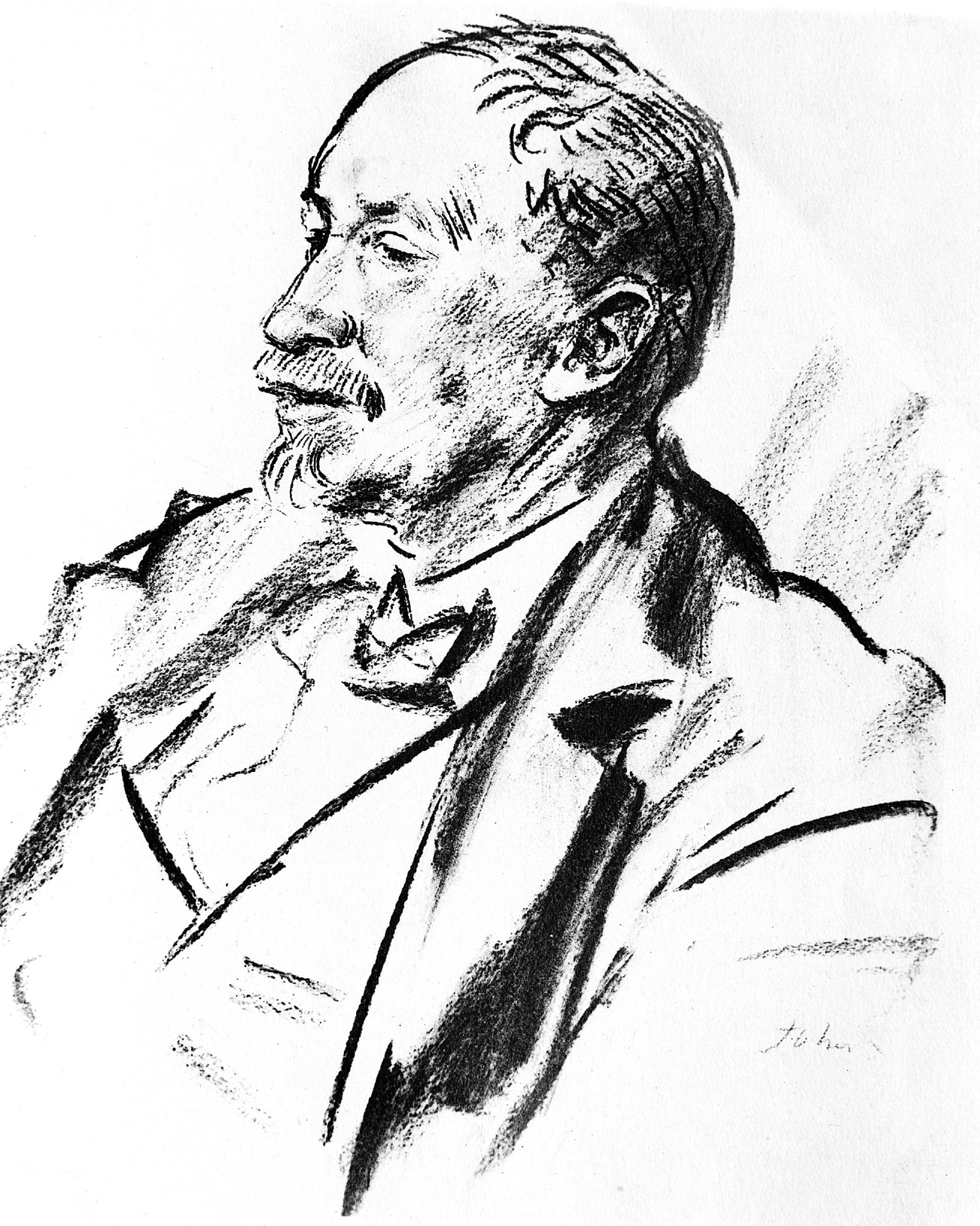
D. G. Hogarth M.A. von Augustus John

Am 7. November 1894 heiratete Hogarth Laura Violet Uppleby, Tochter von George Charles Uppleby. Seine Frau und seine Mutter hatten einen gemeinsamen Ururgroßvater, einen gewissen John Uppleby. Laura Violet war damals 26 und Hogarth 32 Jahre alt. Sie hatten zusammen einen Sohn, William David Hogarth (1901–1965). Eine Enkelin, Caroline Barron, ist Historikerin des spätmittelalterlichen Englands.
1926 begann sich Hogarths Gesundheitszustand aufgrund einer Herzerkrankung rapide zu verschlechtern und im Oktober 1927 wurde ihm Urlaub aus Oxford gewährt. Er starb am 6. November 1927 in seinem Haus in Oxford (20 St Gilesʼ Street). Er wurde 65 Jahre alt.

## Ehrungen
1896 wurde Hogarth zum Fellow der Royal Geographical Society (FRGS) gewählt. 1905 wurde er zum Fellow der British Academy (FBA) gewählt. 1917 wurde er vom ägyptischen Sultan zum Kommandeur des Nil-Ordens ernannt und mit der Gründermedaille der Royal Geographical Society ausgezeichnet. Bei den Neujahrsehrungen 1918 wurde er für seine Bemühungen im Ersten Weltkrieg zum Companion of the Order of St Michael and St George (CMG) ernannt. 1919 wurde ihm von Hussein ibn Ali, Scharif von Mekka, der al-Nahda-Orden 2. Klasse des Königreichs Hedschas verliehen.

## Veröffentlichungen
- mit M. R. James, R. Elsey Smith, E. A. Gardner: Excavations in Cyprus, 1887-88. Paphos, Leontari, Amargetti. In: The Journal of Hellenic Studies. Band 9, 1888, S. 147–271, doi:10.2307/623675, JSTOR:623675.
- Devia Cypria: notes of an archaeological journey in Cyprus in 1888. H. Frowde, London 1889 (google.com).
- mit Edward Frederic Benson: Report on prospects of Research in Alexandria. Society for the Promotion of Hellenic Studies, London 1895 (archive.org).
- A wandering scholar in the Levant. J. Murray, London 1896 (uni-halle.de).
- Philip and Alexander of Macedon: two essays in biography. C. Scribnerʼs Sons, New York 1897 (google.com).
- mit Bernard Pyne Grenfell, Arthur Surridge Hunt: Fayûm Towns and Their Papyri. Kegan Paul, Trench, Trübner/Quaritch/Frowde, London 1900 (archive.org).
- The Nearer East. W. Heinemann, London 1902 (archive.org).
- The penetration of Arabia: a record of the development of Western knowledge concerning the Arabian peninsula. Lawrence and Bullen, London 1904 (google.com).
- Excavations at Ephesus: the archaic Artemisia. London 1908.
- Ionia and the East. Six lectures delivered before the University of London. Clarendon Press, Oxford 1909 (google.com).
- Accidents of an antiquaryʼs life. MacMillan and Co., London 1910 (google.com).
- The Ancient East. 1914 (hathitrust.org).
- mit Nevill Forbes, Arnold J. Toynbee, D. Mitrany: The Balkans. A History of Bulgaria, Serbia, Greece, Rumania, Turkey. Clarendon Press, Oxford 1915 (archive.org).
- Hittite seals, with particular reference to the Ashmolean collection. Clarendon Press, Oxford 1920 (google.com).
- Arabia. 1922. (auch A History of Arabia)
- Kings of the Hittites. 1926. (Schweich Lectures on Biblical Archaeology für 1924)
- The Life of Charles M. Doughty. 1928.

als Herausgeber
- Authority and Archaeology – Sacred and Profane – Essays on the relation of monuments to Biblical and Classical Literature. 2. Auflage. 1899.

## Belege
1. ↑  David George Hogarth: Accidents of an Antiquary's Life. Macmillan, 1910, S. 1–2 (google.com [abgerufen am 10. März 2024]).
2. 1 2 3 4 5 6  Hogarth, David George. In: The Oxford Dictionary of National Biography. Oxford University Press, Oxford 7. Januar 2010, doi:10.1093/ref:odnb/33924 (oxforddnb.com [abgerufen am 10. März 2024]).
3. 1 2 3 4  Hogarth, David George, (23 May 1862–6 Nov. 1927), Keeper of the Ashmolean Museum since 1909; President of the Royal Geographical Society since 1925. In: Who Was Who. Oxford University Press, 1. Dezember 2007, doi:10.1093/ww/9780199540884.013.u197973 (ukwhoswho.com [abgerufen am 10. März 2024]).
4. ↑  Who's who. An Annual Biographical Dictionary. A. & C. Black, 1907, S. 855 (google.com [abgerufen am 10. März 2024]).
5. ↑  David Gill: History of the British School at Athens: BSA Managing Committee (1886–1918). In: History of the British School at Athens. 7. Februar 2008, abgerufen am 10. März 2024.
6. ↑  Anfang 1909 traf Hogarth im Ashmolean zum ersten Mal T. E. Lawrence – Wilson, Jeremy (1989) Lawrence of Arabia S. 53 – (siehe auch lange Fußnote auf S. 987-988, wo Robert Graves in seinem Werk Lawrence and the Arabs von 1927 schrieb). Die Araber hatten einen Bericht über das Treffen im Januar 1909.
7. ↑  J. L. M.: Dr. D. G. Hogarth, C.M.G. In: Nature. Band 120, Nr. 3029, 1927, ISSN 0028-0836, S. 735–737: „By the unexpected death of Dr. David George Hogarth (6 Nov.), geography and archaeology lost briefly their most distinguished representatives in Great Britain.“
8. ↑  Death of Archaeologist. In: Brisbane Courier. Queensland 8. November 1927 (gov.au [abgerufen am 10. März 2024]).
9. ↑  Page 10763 | Issue 29348, 2 November 1915 | London Gazette | The Gazette. Abgerufen am 10. März 2024.
10. ↑  The penetration of Arabia; a record of the development of western knowledge concerning the Arabian Peninsula,. Abgerufen am 10. März 2024.
11. ↑  James Onley: The Arabian Frontier of the British Raj. 1921.
12. ↑  CRL Fletcher: David George Hogarth. In: The Geographical Journal. Band 71, Nr. 4, 1928, S. 321–344, JSTOR:1782410.
13. ↑  Joseph Foster: The pedigree of Wilson of High Wray & Kendal, and the families connected with them. private circulation, 1871 (google.com [abgerufen am 10. März 2024]).
14. ↑  Henry William Ball (of Barton Eng.): The Social History and Antiquities of Barton-upon-Humber. M. Ball, 1856 (google.com [abgerufen am 10. März 2024]).
15. ↑  David George Hogarth – Eine Zusammenfassung der familiären Verbindungen von Hogarth und seiner Frau. Abgerufen am 10. März 2024.
16. ↑  Jasper Griffin: John Barron. In: The Guardian. 18. September 2008, ISSN 0261-3077 (theguardian.com [abgerufen am 10. März 2024]).
17. ↑  hogarth. In: Western Morning News. Plymouth, Devon, England 7. November 1927, S. 8 (newspapers.com [abgerufen am 10. März 2024]).
18. ↑  hogarth. In: The Daily Telegraph. London, Greater London, England 7. November 1927, S. 10 (newspapers.com [abgerufen am 10. März 2024]).
19. ↑  Page 82 | Supplement 30451, 28 December 1917 | London Gazette | The Gazette. Abgerufen am 10. März 2024.

| Personendaten    | Personendaten         |
| ---------------- | --------------------- |
| NAME             | Hogarth, David George |
| KURZBESCHREIBUNG | britischer Archäologe |
| GEBURTSDATUM     | 23. Mai 1862          |
| GEBURTSORT       | Barton-upon-Humber    |
| STERBEDATUM      | 6. November 1927      |
| STERBEORT        | Oxford                |